# Emre Yabantas
Emre Yabantas (* 26. Jänner 2004 in Dornbirn) ist ein österreichischer Fußballspieler.

## Karriere
Yabantas begann seine Karriere beim FC Mellau. Zur Saison 2018/19 kam er in die AKA Vorarlberg. Zur Saison 2022/23 wechselte er zum Bundesligisten SCR Altach. In Altach spielte er zunächst aber noch für die Amateure in der Eliteliga Vorarlberg. Im August 2022 debütierte er dann für die Profis in der Bundesliga, als er am sechsten Spieltag jener Saison gegen den LASK in der 59. Minute für Emanuel Schreiner eingewechselt wurde. Im Februar 2023 unterzeichnete der 19-Jährige seinen ersten Profivertrag beim SCR Altach.